# La Machine à images

La Machine à images est une présentation spéciale diffusée le 10 septembre 1977 de 19 h à 21 h à la Télévision de Radio-Canada.
Super-spectacle réunissant des personnages de la télévision Jeunesse depuis 25 ans. Animateur : Bobino (Guy Sanche). Réalisateur : Hubert Blais.
« [...] C'est en vue de trouver la plus belle image des 25 années de la télévision que se réuniront plus de 50 personnages de la télévision Jeunesse, dans le cadre d'une promotion spéciale signée Hubert Blais. Cette émission intitulée La Machine à images prendra l'affiche le samedi 10 septembre à 19 h 30.
Bobino, qui entreprend une 21e saison au petit écran, assurera la bonne marche de cette grande fête à laquelle assisteront près de 1 000 téléspectateurs de tous âges, assis dans les gradins du studio-théâtre de la Maison de Radio-Canada.
Rassemblés tout spécialement pour l'occasion, les personnages qui ont habité le petit écran des jeunes depuis 25 ans chercheront les grands titres de l'imagination, passeront en revue les candidats à la plus belle image...
Pour la première fois dans l'histoire de la télévision, anciens et nouveaux personnages se retrouveront sur la grande scène des plus belles images où nous retrouverons aussi les marionnettes en congrès et même quelques extra-terrestres pour qui la recherche de la plus belle image de la télévision constitue un sujet de réflexion éminemment important.
En coulisse, ce grand rassemblement des forces vives de la télévision Jeunesse comptera sur la participation d'une douzaines d'auteurs qui œuvreront sous la coordination de Pierre Duceppe et Raymond Plante. Herbert Ruff dirigera huit musiciens. [...] . »
À cette émission spéciale, nous retrouvions les comédiens dans leur costume et les marionnettes des émissions: Bobino, Le Grenier, Une fenêtre dans ma tête, Virginie la grenouille, Picolo, Grujot et Délicat, Le Gutenberg, La Souris verte, La Boîte à Surprise, Sol et Gobelet, La Ribouldingue, Le Major Plum-Pouding, Le Pirate Maboule, Du soleil à cinq cents, Au jardin de Pierrot, You-Hou, Tam-Tam, La Boîte à lettres, Nic et Pic, Minute Moumoute, Alexandre et le roi et Pépinot et Capucine.
Dans son édition du 15 au 21 octobre 1977, Ici Radio-Canada consacre une page sur La Machine à images diffusée le 10 septembre 1977 où on peut voir des photographies de l'évènement. Tout ceci s'inscrivait dans le cadre des célébrations entourant le 25e anniversaire (1952-1977) de la télévision de Radio-Canada. Pour l'occasion, une réplique de Bobinette a été remise à Guy Sanche, Christine Lamer et Michel Cailloux. C'est cette réplique que Christine Lamer utilise depuis à chacune de ses apparitions avec Bobinette.